# Savita
Savita (em védico: धात्री; romaniz.: Savitṛ- (tema); savitā), no hinduísmo, é um dos aditias, ou seja, os filhos de Aditi. Segundo o Rigueveda, é um deus solar, de cor dourada, que ilumina o ar, céu e terra. É associado a Prajapati, Puxa, Mitra e Baga e às vezes surge como equivalente a Suria.